# اوالد سیپره
اوالد سیپره (انگلیسی: Evald Seepere؛ ۴ مه ۱۹۱۱ – ۲۲ فوریه ۱۹۹۰) بوکسور اهل استونی بود. وی در بازی‌های المپیک تابستانی ۱۹۳۶ شرکت کرده است.